# Bộ Chuy (隹)
Bộ Chuy, bộ thứ 172 có nghĩa là "chim đuôi ngắn" là 1 trong 9 bộ có 8 nét trong số 214 bộ thủ Khang Hy.
Trong Từ điển Khang Hy có 233 chữ (trong số hơn 40.000) được tìm thấy chứa bộ này.

## Tự hình Bộ Chuy (隹)

Giáp cốt văn
Kim văn
Đại triện
Tiểu triện

## Chữ thuộc Bộ Chuy (隹)
| Số nét bổ sung | Chữ                           |
| -------------- | ----------------------------- |
| 0              | 隹                            |
| 2              | 隺 隻 隼 隽 难                |
| 3              | 寉 隿 雀                      |
| 4              | 雁 雂 雃 雄 雅 集 雇 雈       |
| 5              | 雉 雊 雋 雌 雍 雎 雏          |
| 6              | 雐 雑 雒                      |
| 7              | 雓                            |
| 8              | 雔 雕                         |
| 9              | 雖                            |
| 10             | 雗 雘 雙 雚 雛 雜 雝 雞 雟 雠 |
| 11             | 雡 離 難                      |
| 13             | 雤                            |
| 16             | 雥 雦                         |
| 20             | 雧                            |